# 玉斎
玉斎（ぎょくさい 生没年不詳）とは江戸時代末期から明治時代にかけての浮世絵師。

## 来歴
幕末から明治期に玉斎と号して風刺画と思われる錦絵を描いている。作品として明治元年版行の大判2枚続の錦絵「大州屋」などが知られる。

## 作品
- 「大州屋米穀店」 大判2枚続 錦絵 慶応4年 早稲田大学図書館所蔵
- 「大会狂俳点句」 大判2枚続 錦絵 明治元年5月 江戸東京博物館所蔵
- 「諸家の賑ひ」 大判2枚続 錦絵 明治元年7月 江戸東京博物館所蔵
- 「大州屋」 大判2枚続 錦絵 明治元年7月 江戸東京博物館所蔵 ※慶応4年「大州屋米穀店」と同図